# چقاسیاه
چقاسیاه یک روستا در ایران است که در دهستان نهرمیان واقع شده‌است.